# U-55
L'U-55 fu un sommergibile tedesco della prima guerra mondiale.
È noto per aver silurato e affondato il transatlantico britannico RMS Carpathia, a sua volta noto per aver raggiunto e salvato, il 15 aprile 1912, i superstiti dal tragico affondamento dell'RMS Titanic. Il battello era comandato dal capitano di vascello Wilhelm Werner, e l'affondamento del Carpathia avvenne ad ovest dell'Irlanda il 17 luglio 1918.
Un altro sommergibile tedesco portò questa sigla, varato nel 1938 ed affondato il 30 gennaio 1940 al comando del tenente di vascello Werner Heidel presso le isole Scilly; aveva al suo attivo 6 navi affondate per un totale di 15.853 GRT (Gross Rate Tonne).